# Valérie Soudères
Répertoire
Concerto pour piano no 3 de Béla Bartók 
Concerto béarnais pour piano et orchestre 
Que ma joie demeure, drame lyrique
Valérie Soudères, née Briggs, connue également durant ses débuts sous le pseudonyme de Valérie Hamilton, est une pianiste, compositrice, pédagogue, née le 19 septembre 1914 à Paris et morte le 15 mars 1995 à Saint-Piat (Eure-et-Loir).

## Biographie
Née en 1914, elle est la fille de Georges-Hamilton Briggs, un architecte anglais installé en France. Elle entre au Conservatoire de Paris où elle est élève notamment de Maurice Emmanuel et obtient les premiers prix en piano, harmonie, histoire de la musique, fugue et contrepoint et accompagnement ainsi qu'un deuxième prix de composition.
Elle se lance comme pianiste en adoptant le pseudonyme de Valérie Hamilton. Réfugiée à Londres pendant la Seconde Guerre mondiale, elle y épouse François-Robert Soudères, d'origine béarnaise, et devient Valérie Soudères.
De retour en France, elle enseigne le piano et le déchiffrage au Conservatoire de Paris, avec comme élèves, notamment, Isabelle Henriot et Bill Finegan. Pianiste reconnue, elle interprète, le 29 février 1948, le Concerto pour piano no 3 de Béla Bartók, pour sa création en France, avec les Concerts Pasdeloup, à la  salle Gaveau sous la direction de  Pierre Dervaux,. Elle participe aussi à  la création du 4e Concerto pour piano de Darius Milhaud le 5 mars 1952.
Elle organise des manifestations, comme le festival Honegger en 1953. En octobre 1954, elle intervient à Paris dans le premier congrès international consacré aux aspects sociologiques de la musique à la radio,.
Elle compose notamment le Concerto béarnais créé le 25 mai 1947 avec l'Orchestre Lamoureux, donné en 1948 avec l'Orchestre Pasdeloup sous la direction d'Eugène Bigot et avec l'Orchestre de la Suisse romande puis en 1949 en Grande-Bretagne et aux Pays-Bas et en 1962 avec l'Orchestre symphonique de la radiodiffusion française sous la direction de Trajan Popesco, la Suite pour contrebasse et orchestre, le Concerto pour flûte, et un opéra, Que ma joie demeure, inspiré par le texte de Jean Giono. Cet opéra est créé le 13 juin 1958 par l'orchestre de la RTF sous la direction de Pierre Dervaux,.
Après avoir été soliste pour les radios européennes, elle devient « critique d'écoute » pour l'Office de radiodiffusion-télévision française et se forme à la musique électroacoustique au Groupe de recherches musicales de Pierre Schaeffer.
Elle est lauréate en 1948 du prix Suzanne-Mesureur décerné par la Société des auteurs, compositeurs et éditeurs de musique et promue chevalier de la Légion d'honneur en 1965.
Elle meurt en mars 1995,.
L'orchestre de Pau Pays de Béarn et Jean-Claude Pennetier, époux de sa fille France, interprètent son Concerto béarnais en 2016.

## Décoration
- Chevalier de la Légion d'honneur (1965)[2]

## Œuvres (sélection)

### Compositions
- Concerto béarnais pour piano et orchestre, créé à Paris en mai 1947 par l'orchestre Lamoureux[17],[18],[16].
- Que ma joie demeure, drame lyrique sur un texte de Jean Giono, livret de François-Robert Soudères, créé en première audition mondiale à la Radiodiffusion française le 13 juin 1958 sous la direction de Pierre Dervaux, avec comme interprètes Nadine Sautereau, Ginette Guillamat, Írma Kolássi, Camille Maurane, Xavier Depraz, Louis-Jacques Rondeleux et Louis Noguéra[11].
- Stances et mouvement perpétuel pour hautbois et orchestre (c. 1951, éd. Max Eschig ME 6633) (OCLC 724866398)
- Suite pour contrebasse et orchestre, six pièces pour contrebasse ou violoncelle et piano (c. 1949, Éditions Costallat)[11].
- Menuet-Fantaisie, pour flûte et piano (Durand, Amphion DA 1620) (ISMN 9790230200547)

### Écrits
- « Sens actuel de la pensée contrapuntique » dans Inventaire des techniques rédactionnelles, Polyphonie, revue musicale, cahiers 9–10, Paris, Richard-Masse 1954 (OCLC 41943936), (BNF 33438197).
- « Les possibilités d'évolution rapide des jeunes compositeurs grâce à la radio », 1955[19].